# Tupoutoʻa
Tupoutoʻa est l'un des trente-trois titres de la noblesse héréditaire tongienne. Il est le plus récent de ces titres, n'ayant été créé qu'en 1924 par la reine Salote Tupou III - le seul titre de noblesse qu'elle ait établi. Il a pour particularité d'être toujours conféré, par tradition, au prince héritier de la Couronne tongienne. Son tenant actuel est ainsi le prince Siaosi Tukuʻaho (fils aîné du roi Tupou VI), qui l'obtint lorsqu'il devint prince héritier en mars 2012.
La reine Salote créa le titre en 1924, en y associant des terres (tofiʻa) à Haʻapai, pour l'ancien Premier ministre Sione Tupou Mateialona, petit-fils du roi Siaosi Tupou Ier, dont elle était elle-même arrière-petite-fille. Mateialona décéda trois ans plus tard sans héritier, et le titre revint ainsi à la Couronne. Pendant plus d'une décennie, il ne fut pas attribué, jusqu'à ce que Salote le confère à son fils aîné, le prince héritier, qui allait devenir en 1965 le roi Taufaʻahau Tupou IV. Depuis lors, il a toujours été porté par le prince héritier.
Comme pour tous les titres de noblesse tongienne, son titulaire doit se soucier du bien-être des roturiers résidant sur les terres associées au titre. Il est de son devoir de répondre à leurs questions et à leurs attentes,,. 
En outre, le titre permet à son titulaire de voter parmi les nobles lors des élections législatives, et d'être élu parmi eux comme Représentant de la Noblesse à l'Assemblée législative. Le titre de Tupoutoʻa permet à son titulaire d'être l'un des sept nobles votant dans la circonscription de Haʻapai.